# Нейрони Мартінотті
Нейрони Мартінотті або клітини Мартінотті — маленькі мультиполярні нервові клітини з короткими гіллястими дендритами і сомою овоидної форми. Вони зобов'язані своєю назвою італійському докторові Джованні Мартінотті, що описав їх в 1888 році. Клітини Мартінотті розташовані в різних шарах кори головного мозку. Їх аксони досягають вехнього шару, формуючи аксональную арборізацію, яка може перетинати кілька кортікальних колонок і шарів кори, утворюючи контакти з дистальними відростками дендрітов пірамідальних клітин. Клітини Мартінотті експресують соматостатин та іноді кальбіндин, але не парвальбумін або вазоактивний кишковий пептид.